# Кызылтау (Акшокинский сельский округ)
Кызылтау (каз. Қызылтау) — село в Шетском районе Карагандинской области Казахстана. Административный центр Акшокинского сельского округа. Код КАТО — 356439100.

## Население
В 1999 году население села составляло 640 человек (335 мужчин и 305 женщин). По данным переписи 2009 года, в селе проживали 454 человека (238 мужчин и 216 женщин).

## Археология
В 7 км к юго-востоку от аула расположены Былкылдакские памятники.